# Sebastian Pigaché
Sebastian Pigaché (* 30. Mai 1990 in Berlin) ist ein deutscher Eishockeyspieler, der seit 29. Dezember 2017 für die Hammer Eisbären spielt.

## Karriere
Pigaché begann seine Karriere im Nachwuchs des BSC Preussen, wo er die gesamte Jugendabteilung durchlief, bis er zu den Eisbären wechselte und mit den Eisbären Juniors Berlin im Jahr 2005 erstmals in der Deutschen Nachwuchsliga spielte. In zwei Jahren kam der Rechtsschütze auf 50 Einsätze, in denen der gelernte Center 13 Scorerpunkte erzielen konnte. Anschließend schloss sich der Berliner dem Ligakonkurrenten DEG Youngsters an, der Juniorenmannschaft der DEG Metro Stars. In Düsseldorf gehörte Pigaché zu den Leistungsträgern und war einer der punktbesten Stürmer im Team. Insgesamt trug er 43 Mal das Trikot der DEG und erzielte dabei 53 Punkte.
Zur Spielzeit 2008/09 unterschrieb der Angreifer einen Vertrag beim EV Duisburg aus der Deutschen Eishockey Liga. Dort wurde er mit einer Förderlizenz ausgestattet und war somit auch für den Oberligisten Herner EV spielberechtigt. Sebastian Pigaché besaß beim EVD einen Vertrag bis 2012. Nachdem die Duisburger im Sommer 2009 Insolvenz anmelden mussten, wechselte er in die viertklassige Regionalliga zum Königsborner JEC.
In der Saison 2010/11 ging er erneut in der Oberliga für den Herner EV aufs Eis, ehe er sich im Sommer 2011 den Moskitos Essen anschloss. Nur einen Monat später gab Pigaché seine Rückkehr zum Königsborner JEC bekannt, wo er die gesamte Spielzeit 2011/12 absolvierte und dabei in 30 Hauptrundenspielen auf 13 Tore und 25 Vorlagen kam. Des Weiteren absolvierte er für das Team acht Play-off-Partien, in denen er acht Tore erzielte und weitere 13 für seine Teamkollegen vorbereitete, sowie mit der Mannschaft als Pokalsieger des Oberliga West hervorging und so für die Teilnahme am DEB-Pokal 2012/13 qualifiziert war. Zuvor wurde am 19. Februar 2012 sein auslaufender Vertrag um ein weiteres Jahr verlängert.
Dennoch erfolgte am 18. Oktober 2012 der Abgang Pigachés vom Königsborner JEC und die abermalige Verpflichtung bei Moskitos Essen. Sein Dasein bei den Moskitos dauerte allerdings nur zwei Monate, ehe sich Pigachés Arbeitgeber bei schriftlich beim Verein meldete und alle weiteren Aktivitäten des Spielers untersagte, woraufhin Sebastian Pigaché nicht mehr im Kader stand. Bis dahin hatte der Spieler zehn Hauptrundenpartien absolviert, wobei er drei Mal zum Torerfolg kam und weitere sechs Tore vorbereitete. Abermals zwei Monate später wurde ein Wechsel zu Lippe-Hockey-Hamm für die gesamte Saison 2013/14 bekanntgegeben. Nach neun absolvierten Ligapartien in der Oberliga West erfolgte mit 20. Dezember 2013 ein erneuter Wechsel innerhalb der Liga zurück zum Königsborner JEC, für die er noch am selben Tag ein Ligaspiel gegen die Kassel Huskies absolvierte, wobei er auch ein Tor erzielte, jedoch die anschließende 3:5-Niederlage nicht verhindern konnte.
Zum wiederholten Male musste Pigaché im Januar 2014 berufsbedingt einen Schlussstrich ziehen und seinen Eishockeyverein verlassen, da seine Hauptarbeit und sein Wohnsitz seine Tätigkeit als Eishockeyspieler nur bedingt zuließen. Im Sommer 2014 erfolgte dann der nächste Transfer Pigachés, der von der Eishockeymannschaft des Hamburger SV aufgenommen wurde. Nach elf gespielten Partien und 13 Scorerpunkten musste Pigaché seinen Verein am 27. November 2014 ein weiteres Mal berufsbedingt verlassen. Einen knappen Monat später wechselte er innerhalb der Oberliga Nord zu den ESC Wedemark Scorpions.

## Karrierestatistik
(Stand: 23. Dezember 2014)
| 2005/06             | Eisbären Juniors Berlin | DNL                 | 21 | 1  | 1  | 2  | 8  | 1 | 0 | 0  | 0  | 0 |
| 2006/07             | Eisbären Juniors Berlin | DNL                 | 26 | 6  | 5  | 11 | 16 | 3 | 0 | 0  | 0  | 4 |
| 2007/08             | DEG Metro Stars 1b      | RL                  | 5  | 4  | 1  | 5  | 0  | 2 | 0 | 2  | 2  | 0 |
| 2007/08             | DEG Youngsters          | DNL                 | 34 | 20 | 25 | 45 | 28 | 2 | 0 | 1  | 1  | 0 |
| 2008/09             | EV Duisburg             | DEL                 | 17 | 2  | 0  | 2  | 0  | – | – | –  | –  | – |
| 2008/09             | Herner EV               | OL                  | 25 | 5  | 7  | 12 | 37 | 1 | 0 | 0  | 0  | 0 |
| 2008/09             | Herner EV 1b            | RL                  | 4  | 5  | 3  | 8  | 6  | – | – | –  | –  | – |
| 2009/10             | Königsborner JEC        | RL                  | 15 | 4  | 9  | 13 | 8  | – | – | –  | –  | – |
| 2010/11             | Herner EV               | OL                  | 44 | 10 | 15 | 25 | 26 | – | – | –  | –  | – |
| 2011/12             | Moskitos Essen          | OL                  | 0  | 0  | 0  | 0  | 0  | – | – | –  | –  | – |
| 2011/12             | Königsborner JEC        | OL                  | 30 | 13 | 25 | 38 | 66 | 8 | 6 | 13 | 19 | 6 |
| 2012/13             | Königsborner JEC        | OL                  | 4  | 1  | 0  | 1  | 0  | – | – | –  | –  | – |
| 2012/13             | Moskitos Essen          | OL                  | 10 | 3  | 6  | 9  | 18 | – | – | –  | –  | – |
| 2013/14             | Lippe-Hockey-Hamm       | OL                  | 9  | 3  | 2  | 5  | 8  | – | – | –  | –  | – |
| 2013/14             | Königsborner JEC        | OL                  | 11 | 1  | 4  | 5  | 38 | – | – | –  | –  | – |
| 2014/15             | Hamburger SV            | OL                  | 11 | 5  | 8  | 13 | 14 | – | – | –  | –  | – |
| 2014/15             | ESC Wedemark Scorpions  | OL                  | 0  | 0  | 0  | 0  | 0  | – | – | –  | –  | – |
| DNL gesamt          | DNL gesamt              | DNL gesamt          | 81 | 27 | 31 | 58 | 52 | 6 | 0 | 1  | 1  | 4 |
| DEL gesamt          | DEL gesamt              | DEL gesamt          | 17 | 2  | 0  | 2  | 0  | – | – | –  | –  | – |
| Oberliga gesamt     | Oberliga gesamt         | Oberliga gesamt     | 69 | 15 | 22 | 37 | 63 | 1 | 0 | 0  | 0  | 0 |
| Regionalliga gesamt | Regionalliga gesamt     | Regionalliga gesamt | 24 | 13 | 13 | 26 | 14 | 2 | 0 | 2  | 2  | 0 |

(Legende zur Spielerstatistik: Sp oder GP = absolvierte Spiele; T oder G = erzielte Tore; V oder A = erzielte Assists; Pkt oder Pts = erzielte Scorerpunkte; SM oder PIM = erhaltene Strafminuten; +/− = Plus/Minus-Bilanz; PP = erzielte Überzahltore; SH = erzielte Unterzahltore; GW = erzielte Siegtore; 1 Play-downs/Relegation; Kursiv: Statistik nicht vollständig)